# Chlorophytum sparsiflorum
Chlorophytum sparsiflorum är en sparrisväxtart som beskrevs av John Gilbert Baker. Chlorophytum sparsiflorum ingår i släktet ampelliljor, och familjen sparrisväxter.

## Underarter
Arten delas in i följande underarter:
- C. s. bipindense
- C. s. sparsiflorum